# Kukatachii
kukatachii（クカタチ）は、日本のダンス・ポップ・バンド。バンド名の由来は、古代日本で行われていた神明裁判「盟神探湯」。東京や札幌を中心に、国内外で活動を行っている。

## 来歴
- 2013年
  - 5月、バンドメンバー結成。初ライブ、本格始動。
- 2014年
  - 6月、CICADAと初のツーマンライブイベントを下北沢MOSAiCにて敢行。
  - 8月、SUMMER SONIC 2014のオーディション企画で、1000組以上の応募の中からファイナリスト18組に選出される。[1]
- 2015年
  - 6月、ミニアルバム『A hurray』を全国のCDショップにてリリース。
  - 8月、「Die in the summer ft. Ryo Takahashi」リリース。
  - 9月、 J-WAVE「Galaxy ALL AREA PASS」出演をかけたオーディションにて、グランプリを獲得[2]。10月、番組出演。Agehaspringsと「A hurray」収録曲、「Immorality」を再レコーディング。
- 2016年
  - 4月、会場限定音源「Love today EP」リリース。シンガポールにて撮影された、「Love today」ミュージックビデオ公開。
  - 8月、島根県江津市山辺神社にて、音楽イベント「STATES OF ROCK」初出演。
  - 10月、MINAMI WHEEL初出演。会場が入場規制となる。台湾の人気バンド「宇宙人」など多数共演。MOTION BLUE YOKOHAMAに初出演。
  - 12月、下北沢MOSAiCにて、初のワンマンライブ「Depart」を開催。チケット完売。外資系ファッションブランド「オールド・ネイビー」のCMソングとして、「Love today」が抜擢。[3]
- 2017年
  - 1月、サポートギタリストであったProf.Oが正式加入。
  - 2月、「Love today EP」をiTunes他にてデジタルリリース。iTunesソウル・R&Bランキングで最高7位を記録。
  - 3月、シンガポールにて撮影された、「Mirror」のミュージックビデオ公開。
  - 6月、名古屋のサーキットフェス、サカエスプリング初出演。MOTION BLUE YOKOHAMAにて、チケットフリーのワンマンライブ開催。
  - 7月、フランスのパリで行われる大規模イベント、「Japan Expo 2017」に出演。[3]
  - 9月、シングル「Business of you」リリース。[3]iTunesソウル・R&Bランキングで最高2位を記録。クリエイターチームMESプロデュースによる、「Business of you」のMVをリリース。
  - 10月、JZ Brat Sound of Tokyoにて、VOLOMUSIKSとツーマンライブ開催決定。
  - 12月、オランダにて撮影された「Inside -Deep expression ver.-」のミュージックビデオを公開。同曲がさがみ湖リゾート プレジャーフォレスト「イルミリオン」CMソングに抜擢。下北沢MOSAiCにて、オープニングゲストにVOLOMUSIKS、スペシャルゲストに香港の人気ユニット、E-kidsを迎え、ワンマンライブ「kukatachii presents "SYN-" -"Inside" Digital release gig-」を開催。「Inside -Deep expression ver.-」をデジタルリリース。
- 2018年
  - 1月、NORTH WAVEにて、初のレギュラー番組「月9ka!」放送開始。パーソナリティーをYudaiとKAJが担当。
  - 2月、香港のMacPherson Stadium（麥花臣場館）でライブ。人気ユニットE-kidsのオープニングアクト及びバックバンドをつとめる。
  - 4月、「Passerby」をデジタルリリース、ミュージックビデオ公開。
  - 7月、「Under the Sunshine」をデジタルリリース。同曲のリリックビデオ公開。
  - 8月、シングル「Hungry Tonight」をデジタルリリース。同曲MV公開。マカオのBroadway Theatre Macauでライブ。同時にfunkcutsとE-kidsのバックをつとめる。
  - 9月、ミニアルバム「Real Things」をリリース。北海道 FM NORTHWAVE「SAPPORO HOT 100」にて、開局以来初となる4曲同時ランクイン。
  - 11月、昨年に続き、楽曲「Inside」が「さがみ湖イルミリオン」CMソングに抜擢。
  - 12月、ミニアルバム「Incessant」をリリース。
- 2019年
  - 2月、ゲストにFunkcutsを迎えワンマンライブ「Incessant」を渋谷HOMEで開催。
  - 2月、Prof.O脱退。
  - 3月、楽曲「Come Back To Me ft. Funkcuts」が暗闇ボクシング・フィットネス「b-monster」のCMソングに抜擢。
  - 7月、楽曲「Die The Summer ft. Ryo Takahashi (The Cerebron Re-edit)」をデジタルリリース。
  - 8月、楽曲「Beach」をデジタルリリース。
  - 10月、フルアルバム「SYN-」をリリース。
  - 12月、Dr.TAKT脱退。
- 2020年
  - 1月、アルバム「Chronization」をリリース。
  - 12月、ラジオ番組「月9ka!」にてメンバーKAJの脱退を発表。楽曲「Atmosphere」をデジタルリリース。
- 2021年6月、ラジオ番組「月9ka!」が最終回を迎える。

## メンバー
- Yudai（ユウダイ） - ボーカル担当。本名は山田雄大。西武文理高等学校、立教大学卒。全ての楽曲の作詞を担当。バンドのリーダーであり、発起人。ステージでは基本的に楽器は持たないが、作曲もしばしば行う。幼い頃から、母親の影響で洋楽、特にディスコ等のブラックミュージックや、ポップスを聴いて育った。英語に堪能（帰国子女やネイティブ・スピーカーではない）で、英歌詞の歌を得意とするも、日本の文化、歴史を好み、歌詞にもその影響が多々ある。歌においては、ファルセットを多用し、音域も広い。影響を受けたアーティストは、マイケル・ジャクソン、スティーヴィー・ワンダー、マルーン5、アース・ウィンド・アンド・ファイアー、桑田佳祐、宇多田ヒカル、ゴダイゴ等多数。安室奈美恵のベスト・アルバム「Finally」にコーラスとして一部参加。2018年1月から2021年6月まで、FM NORTH WAVEにて、「月9ka!」のパーソナリティを務めていた。[4]
- Yui（ユイ） - キーボード、コーラス担当。宮崎ゆい。尚美学園大学卒。地元が同じで元々友人であったYudaiに誘われ、最初にバンドメンバーとなる。幼い頃からクラシック・ピアノを習った。吹奏楽部ではクラリネット、また自身の前バンドでは、ベース・ボーカルを担当する等、マルチプレイヤーである。大学では作曲を専攻。絶対音感を持っている。

### 旧メンバー
- 田子剛（たごつよし） - ギター担当。
- Prof. O（プロフェッサー・オー）-ギター担当。
- TAKT（タクト） - ドラム、コーラス担当。齊木拓人。吹奏楽部にパーカッショニストとして所属経験があり、エレキギターも僅かだが弾いていた。その後、専門学校でドラムを学び、サポートミュージシャンとして多数のアーティストと演奏。最も傾倒した音楽のジャンルはエモだが、カホンも演奏するなど、幅広いジャンルに対応出来る。Yudaiの前バンドthe cricketsと、TAKTがサポートしていたバンドが対バンした際、Yudaiが独特のフォームとグルーブ感のあるTAKTを一目で気に入り、kukatachii加入を打診したところ、the cricketsのファンであったTAKTは二つ返事でOKした。
- KAJ（カジ） - ベース、コーラス担当。加治達也。立教大学卒。大学が同じであったYudaiに誘われ、バンドに加入。作・編曲、バンドサウンドにおいて重要な役割を担うことが多い。別のバンドでボーカルやギターを担当したり、他アーティストのアレンジ、リミックスを担当する等、マルチに活動をしている。2018年1月から2020年12月まで、FM NORTH WAVE]にて「月9ka!」のパーソナリティを務めていた。好きな食べ物はカレー。[4]

## リリース作品
- 「A hurray」 - ミニアルバム
- 「Die in the summer ft. Ryo Takahashi」 - シングル
- 「Love today」 - デジタルEP
- 「Business of you」- EP
- 「Inside」- デジタルEP
- 「Passerby」- デジタルEP
- 「Under The Sunshine」- デジタルシングル
- 「Hungry Tonight」- デジタルシングル
- 「Real Things」- ミニアルバム
- 「Incessant」- ミニアルバム
- 「Die The Summer ft. Ryo Takahashi (The Cerebron Re-edit)」 - デジタルシングル
- 「Beach」 - デジタルシングル
- 「SYN-」 - アルバム
- 「Chronization」 - アルバム
- 「Passerby (Piano Ver.) 」- デジタルシングル
- 「Under The Sunshine (Piano Ver.)」 - デジタルシングル
- 「Really Good (Piano Ver.)」  - デジタルシングル
- 「Atmosphere」 - デジタルシングル
- 「A Phone Call To You」- デジタルシングル
- 「My Whole World ft. David Boyles」 - デジタルシングル
- 「Purple Lights」 - デジタルシングル